# Fidel von Baur-Breitenfeld (General)

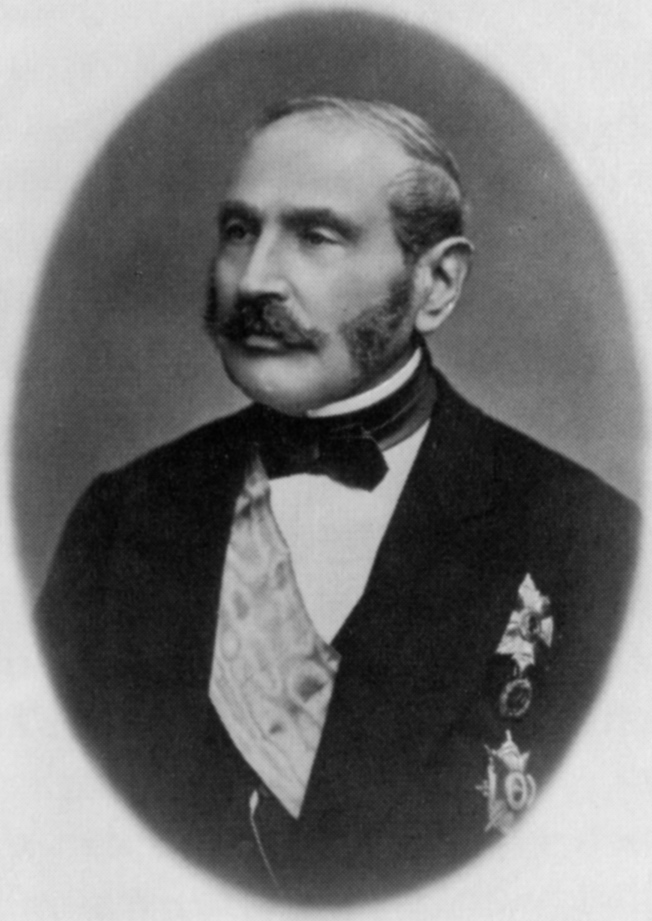
Fidel von Baur-Breitenfeld

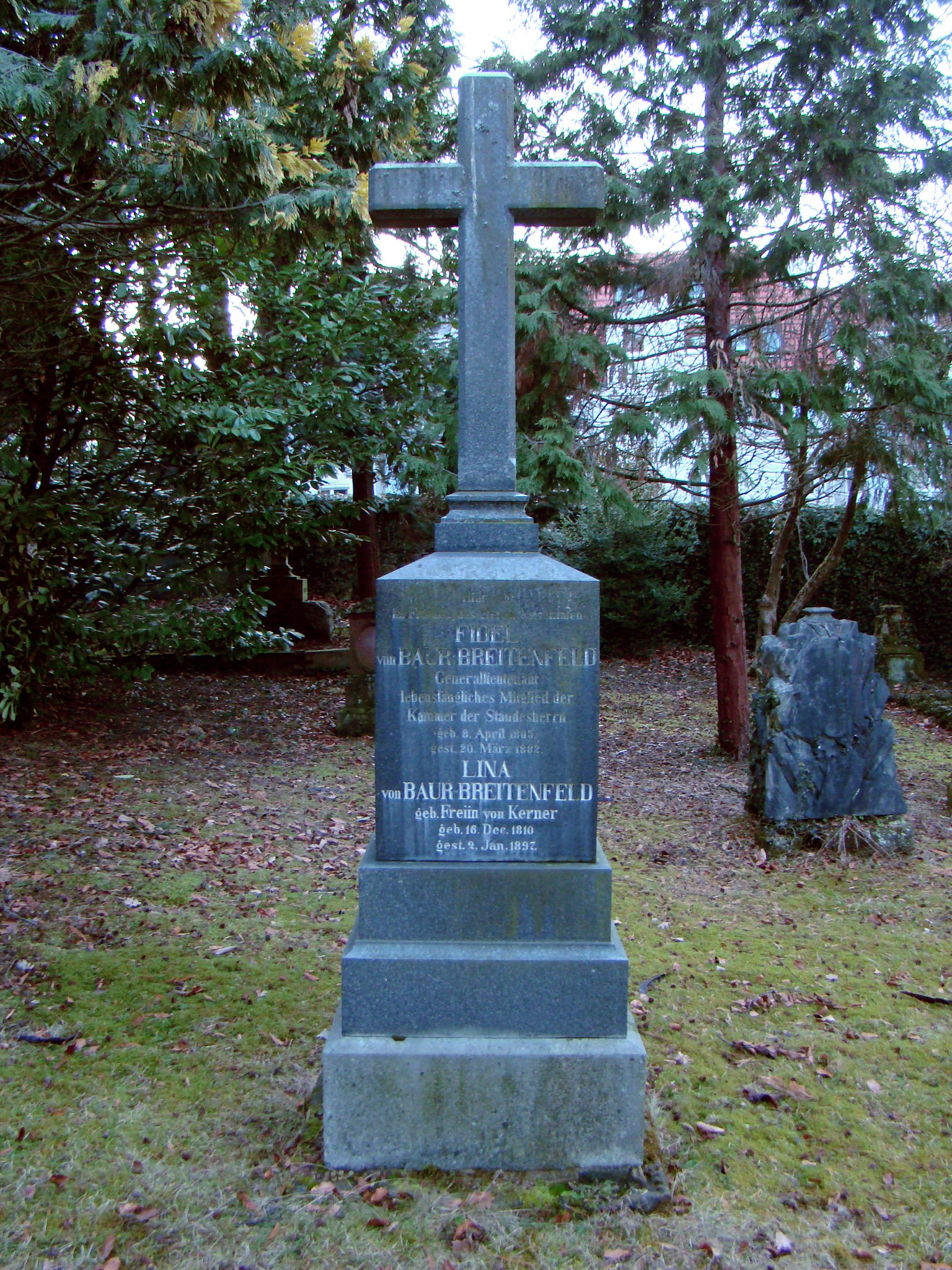
Grabmal von Fidel von Baur-Breitenfeld auf dem Alten Friedhof in Ludwigsburg

Fidel Karl Friedrich von Baur-Breitenfeld  (* 8. April 1805 in Rottweil; † 20. März 1882 in Ludwigsburg) war ein württembergischer Generalleutnant und Kriegsminister.

## Leben
Fidel(is) von Baur-Breitenfeld (in biografischen Werken oft auch in der Form Baur von Breitenfeld geschrieben) wurde, obwohl katholisch getauft, von seinem Onkel und seiner Mutter evangelisch erzogen und wechselte dementsprechend später seine Konfession. 1813 kam er auf das Gymnasium in Stuttgart und studierte von 1821 bis 1825 an der Offizierbildungsanstalt in Ludwigsburg das Kriegswesen.  Damit begann seine Karriere bei der Württembergischen Armee. Von 1825 bis 1826 war er vom Militärdienst beurlaubt und besuchte die Universität Tübingen für natur- und staatswissenschaftliche Studien. Ab dem Herbst des Jahres 1828 lehrte er an der Kriegsschule. Während seiner gesamten Laufbahn förderte er die Offizierbildungsanstalt und stellte die durch Pietismus und romantischen Idealismus bei der württembergischen Bevölkerung vorgeblich verankerten Eigenschaften wie Sparsamkeit, Fleiß und Pflichtbewusstsein in den Dienst des Militärs. Ab 1829 war Baur-Breitenfeld für längere Zeit zur Preußischen Armee abkommandiert. 1835 wurde er zum Hauptmann befördert. 1839 unterrichtete er Kronprinz Karl im Kriegswesen. Baur-Breitenfelds Beförderung zum Major erfolgte 1842, zum Oberstleutnant 1845 und zum Oberst und Generalquartiermeister 1847. 1849 wurde er Kommissär im preußischen Hauptquartier von Prinz Wilhelm bei Rastatt. Vom 28. Oktober 1849 bis zum 2. Juli 1850 leitete Baur-Breitenfeld das  Kriegsdepartement als geschäftsführender Minister im Rang eines Generalmajors. Ab August 1850 war er Chef des Generalstabs und Adjutant des Königs von Württemberg. Von Oktober 1852 bis zum August 1854 war er als württembergischer Gesandter in der Bundesmilitärkommission in Frankfurt tätig. Ab Mai 1853 kommandierte er die württembergische Artillerie und war Gouverneur von Ludwigsburg. Ab Mai 1859 war er als Generalleutnant Oberbefehlshaber der württembergischen Felddivision und ab Juni 1866 Generalstabschef beim 8. Armeekorps des Deutschen Bundes, welches unter dem Oberbefehl des Prinzen Alexander von Hessen stand. Nach dem Ende des Deutschen Kriegs, bei dem Württemberg auf der Seite der unterlegenen Gegner Preußens stand, trat er im Oktober 1866 in den Ruhestand. Während des Deutsch-Französischen Kriegs vertrat er Kriegsminister Albert von Suckow. 
Im März 1851 wurde Baur-Breitenfeld zum Mitglied der Ersten Kammer der württembergischen Landstände auf Lebenszeit ernannt. Er war ein sehr engagiertes Mitglied der Kammer, nahm an fast allen Sitzungen persönlich teil und richtete sein Hauptaugenmerk auf die Finanz-, Militär- und Verkehrspolitik. Ab 1861 gehörte er dem engeren ständischen Ausschuss an. Baur-Breitenfeld war auch Mitglied der Landessynode der Evangelischen Kirche und des Gustav-Adolf-Vereins. Außerdem war er Vorstand des Ludwigsburger Mathildenstifts und zählte zu den Förderern bei den Planungen zur Karlshöhe Ludwigsburg.

## Familie
Fidel von Baur-Breitenfeld war der Sohn des württembergischen Offiziers Fidel Karl Joseph von Baur-Breitenfeld (1780–1813) und der Luise von Alberti (1785–1863). Sein Vater fiel als Oberst und Kommandeur des 2. Infanterie-Regiments Herzog Wilhelm in der Schlacht bei Dennewitz (teilweise auch als Schlacht bei Jüterbog bezeichnet). 1834 heiratete Fidel von Baur-Breitenfeld Karoline (Lina) Friederike (1810–1897), Tochter des Generals Karl Freiherr von Kerner. Ein Bruder ihres Vaters war der Dichter Justinus Kerner. Aus der Ehe Fidels mit Lina gingen sieben Kinder hervor, darunter der Diplomat Fidel von Baur-Breitenfeld und die Kinderbuchautorin Tony Schumacher.

## Ehrungen
- 1849 Badische Gedächtnismedaille
- Großkreuz des Friedrichs-Ordens
- Goldenes Offiziersdienstehrenkreuz
- Kommenturkreuz des Großherzoglich Badischen Ordens vom Zähringer Löwen
- Kommandeurkreuz des Großherzoglich Hessischen Ludwigsordens
- Großkreuz des Großherzoglich Hessischen Verdienstordens Philipps des Großmütigen
- Großkreuz des Königlich Hannoverschen Guelfenordens
- Großkreuz des Herzoglich Nassauischen Adolphsordens
- Großkreuz des Großherzoglich Oldenburgischen Haus- und Verdienstordens
- Großkreuz des preußischen Roten Adlerordens
- preußischer Kronenorden I. Klasse
- Kommandeurkreuz der französischen Ehrenlegion
- 1881 Großkreuz des Ordens der Württembergischen Krone

## Veröffentlichungen
- Handbuch für Offiziere des Generalstabs mit besonderer Rücksicht auf die Organisation des königlich württembergischen und des 8. Armeekorps. Stuttgart und Tübingen 1840.
- Die Operationen des achten deutschen Bundesarmeekorps im Feldzug des Jahres 1866. Darmstadt und Leipzig 1868 (online bei der bayerischen Staatsbibliothek).